# 122 Tauri
122 Tauri är en gulvit stjärna i huvudserien i Oxens stjärnbild.
122 Tau har visuell magnitud +5,53 och befinner sig på ett avstånd av ungefär 160 ljusår.